# IPC/IAKS Sonderpreis
Der IPC/IAKS Sonderpreis (International Paralympic Committee/Internationale Vereinigung Sport- und Freizeiteinrichtungen) will die Zugänglichkeit von Sportanlagen und allen anderen Bauten fördern, um auch Menschen mit Behinderungen die Möglichkeit zu geben, Sport uneingeschränkt und barrierefrei auszuüben oder dabei zuzuschauen. Der Preis wird seit 2005, zeitgleich mit dem IAKS Preis alle zwei Jahre vergeben. Wie bei den Olympischen Spielen werden Gold-, Silber- und Bronzemedaillen vergeben.

## Preisträger

### 2009
- Beijing Olympic Stadium (CN) – Architekt: Herzog de Meuron + ArupSport  + China Architecture Design & Research Group (CAG)
- Beijing Olympic Green Tennis Centre (CN) – Architekt BVN Architecture with China Construction Design International
- Schwimmzentrum Kantrida, Rijeka (HR) – Architekt: Studio Zoppini Associati
- Kastrup Sea Bath (DK) – Architekt: White Arkitekter A/S
- Dorset (UK) – Architekt: FaulknerBrowns Architects
- La Molina Ski Resort (ES) – Architekt: Ramon Ganyet, Pere Solá, Mariona Masdemont
- Rehazenter Luxembourg (LU) – Architekt: m3 architectes s.a. – Dell, Linster, Lucas
- Moscow Region Speed Skating Center Kolomna, Colomna (RU) – Architekt: Alexander Goder
- National Tennis Centre, London (UK) – Architekt: Hopkins Architects
- Universitäts- und Landessportzentrum Salzburg Rif, Hallein (AT) – Architekt: Architekt Gernot Benko ZT

### 2007
- Olympiastadion Berlin (Deutschland) – Architekt: gmp – Architekten von Gerkan, Marg und Partner, Berlin
- Oval Lingotto Turin (Italien) – Architekt: Studio Zoppini Associati, Mailand mit HOK Sport LTD, London
- Commerzbank-Arena in Frankfurt a. M. (Deutschland) – Architekt: gmp – Architekten von Gerkan, Marg und Partner, Hamburg
- West Vancouver Aquatic Centre (Kanada) – Architekt: Hughes Condon Marler : Architects, Vancouver
- Erich-Fischer-Halle in Aldingen (Deutschland) – Architekt: Uwe Bertsche, Aldingen
- CSR Słowianka in Gorzów (Polen) – Architekt: ETC ARCHITEKCI sp. z o.o., Wrocław
- Sportzentrum am Hubland in Würzburg (Deutschland) – Architekt: Thiele LandschaftsArchitekten GmbH, Schwabach

### 2005
- City of Manchester Stadium Manchester (Großbritannien) – Architekt:	Arup Associates, London
- Sport- und Freizeitanlage in Stattegg (Österreich) – Architekt: Hohensinn Architektur ZT GmbH, Graz
- Cottonera Sports Complex in Cospicua (Malta) – Architekt: EMANUEL BUTTIGIEG PROJECT HOUSE – WORKS DIVISION, Malta
- Aquatic Centre in Ozarów (Polen) – Architekt: ATJ Architekci Sp. Z.o.o., Warsaw
- Scottish National Swimming Academy in Stirling (Großbritannien) – Architekt: FaulknerBrowns Architects & Urban Designers, Killingworth, Newcastle upon Tyne
- Hintertuxer Gletscherbahn in Hintertux (Österreich) – Architekt: Seilbahnbüro Gröbner, Kitzbühel
- Curling Arena in Prag (Tschechien) – Architekt: Glenn architekti, Ivana Kubeskova, Jiri Trojan, Prague 10 – Vrsovice